# Cafetaleros de Chiapas
Cafetaleros de Tapachula Fútbol Club – meksykański klub piłkarski z siedzibą w mieście Tuxtla Gutiérrez, w stanie Chiapas. Obecnie występuje na drugim szczeblu rozgrywek – Ascenso MX. Domowe mecze rozgrywa na obiekcie Estadio Víctor Manuel Reyna. 

## Historia
Klub powstał 25 maja 2015 w wyniku przeniesienia licencji drugoligowego zespołu Altamira FC do miasta Tapachula w południowo-wschodnim stanie Chiapas, a następnie zmiany jej nazwy, herbu oraz barw. Projekt powstania nowej drużyny piłkarskiej w Tapachuli i zapewnienia jej zaplecza organizacyjnego zaczął być przygotowywany już dwa lata wcześniej. Tym samym Cafetaleros zostali drugim profesjonalnym klubem piłkarskim w mieście, po rozwiązanej w 2009 roku ekipie Jaguares de Tapachula. Oficjalne ogłoszenie założenia klubu miało miejsce 7 czerwca; wówczas także zapowiedziano, iż nowy zespół będzie rozgrywał swoje mecze domowe na mogącym pomieścić 15 000 widzów obiekcie miejskim Estadio Olímpico de Tapachula. Prezesem nowo założonej drużyny został Gabriel Orantes, dyrektorem generalnym Leonardo Casanova, dyrektorem sportowym Eduardo Rergis, zaś funkcję trenera objął Carlos de los Cobos. Nazwa i herb klubu nawiązują do największych w kraju plantacji kawy zlokalizowanych w stanie Chiapas, stanowiących jedną z głównych gałęzi przemysłu w południowo-wschodnim Meksyku. Od razu po powstaniu Cafetaleros przystąpili do rozgrywek drugiej ligi meksykańskiej – Ascenso MX.
W drugiej lidze zespół zadebiutował 24 lipca 2015 w przegranym 1:3 wyjazdowym spotkaniu z Correcaminos UAT, a pierwszego gola w historii klubu strzelił wówczas Miguel Cancela.
28 maja 2019 klub został przeniesiony do miasta Tuxtla Gutiérrez i został przemianowany na Cafetaleros de Chiapas. Zmiana siedziby miała związek ze spełnieniem wymagań w przypadku awansu do Ligi MX. Ponadto, klub zmienił swój logotyp oraz barwy z zielono-czarnych na złoto-czarne.

## Piłkarze

### Aktualny skład
Stan na 1 września 2016.
| Nr | Poz. | Piłkarz                      |
| -- | ---- | ---------------------------- |
| 1  | BR   | Alfredo Frausto              |
| 2  | OB   | Hugo Emiliano Rodríguez      |
| 3  | OB   | Carlos Alberto Cuevas        |
| 4  | OB   | Joel Huiqui                  |
| 6  | PO   | Pedro Gilberto Vargas        |
| 7  | PO   | Bruno Tiago                  |
| 8  | OB   | Guillermo Rojas              |
| 11 | NA   | Rafinha                      |
| 12 | BR   | José Guadalupe Martínez      |
| 13 | NA   | Abraham Darío Carreño        |
| 14 | NA   | Francisco Javier M. Zorrilla |
| 15 | PO   | Oscar David Sánchez          |

| Nr | Poz. | Piłkarz                      |
| -- | ---- | ---------------------------- |
| 16 | PO   | Cristian Pellerano (kapitan) |
| 17 | OB   | Emmanuel Gil                 |
| 18 | OB   | Angelo Costanzo              |
| 19 | OB   | Héctor Morales               |
| 21 | NA   | Julio César Pardini          |
| 22 | PO   | Juan Pablo Vigon             |
| 23 | OB   | Alberto Lucio                |
| 24 | PO   | Daniel Jiménez               |
| 25 | BR   | Edmundo Ríos                 |
| 26 | PO   | Omar Jesús Saint Andre       |
| 27 | PO   | Emiliano Gómez               |
| 28 | PO   | Rolando González             |

## Trenerzy
Zestawienie wszystkich szkoleniowców w historii klubu. Kursywą zostali zaznaczeni trenerzy tymczasowi.
(Stan na 1 lipca 2017)
| 1. | Carlos de los Cobos   | Meksyk    | czerwiec 2015 | sierpień 2015 | 6  | 1  | 0  | 5  | 17% |  |  |
| 2. | Gabriel Caballero     | Meksyk    | sierpień 2015 | maj 2016      | 40 | 16 | 9  | 15 | 48% |  |  |
| 3. | Carlos Bustos         | Argentyna | czerwiec 2016 | sierpień 2016 | 11 | 1  | 5  | 5  | 24% |  |  |
| 4. | Mauro Camoranesi      | Włochy    | sierpień 2016 | styczeń 2017  | 14 | 4  | 2  | 8  | 33% |  |  |
| 5. | Francisco Ramírez     | Meksyk    | styczeń 2017  | sierpień 2017 | 16 | 5  | 3  | 8  | 38% |  |  |
| 6. | Gabriel Caballero (2) | Meksyk    | sierpień 2017 |               |    |    |    |    |     |  |  |
|    |                       |           |               |               | 71 | 22 | 16 | 33 | 31% |  |  |